# Кобринский усадебный дом
Кобринский усадебный дом — памятник архитектуры в городе Кобрин Брестской области Беларуси. Построен в 1790 году. В своё время здесь проживали Александр Суворов и Ромуальд Траугутт. В 1946 году советской властью в доме был организован музей имени Суворова. Ныне в здании расположена экспозиция «Дом-музей Суворова» Кобринского военно-исторического музея.

## История
Деревянный усадебный дом был построен в 1790 году. Имена автора проекта и заказчика строительства неизвестны. В 1794 году российскими войсками было подавлено восстание Тадеуша Костюшко, и дом, вероятно, был конфискован у владельцев, так как в 1795 году он уже пустовал. Здесь в 1797 и 1800 годах проживал русский полководец Александр Суворов, которому императрицей Екатериной II было пожаловано имение Кобринский ключ за верную службу. После смерти Суворова имение было распродано по частям его потомками.
Судя по сохранившемуся архивному рисунку, в 1815 году, будучи проездом в Кобрине, в усадебном доме останавливался император Александр I.
В начале 1860-х годов в усадебном доме проживал один из руководителей антироссийского восстания 1863-1864 годов Ромуальд Траугутт. С тех пор среди польского населения дом был известен как «двор Траугутта», по крайней мере именно так он называется в изданной в 1935 году книге Михала Марчака «Путеводитель по Полесью».
Во время Второй мировой войны в доме располагалось единственное учебное заведение Кобрина — украинская начальная школа. В конце войны дом был передан под немецкую солдатскую конюшню. По воспоминаниям Алексея Мартынова, на момент освобождения города Красной армией от дома уцелели только стены и ветхая гонтовая кровля. Полностью сохранилась только продольная кирпичная стена с внутренними дымоходами, служившая прототипом центрального отопления. Аварийный бесхозный дом постепенно разбирался для отопления расположенной неподалёку военной санчасти.
В 1946 году, по воспоминаниям Мартынова, на дом обратила внимание заведующая Брестского ОНО Иванова. И 18 июня 1946 года постановлением Бюро ЦК КП(б)Б было решено «В ознаменование памяти великого русского полководца Александра Васильевича Суворова организовать Кобринский военно-исторический музей им. Суворова в доме, где проживал Суворов в городе Кобрине». Директором организованного в доме музея Суворова и стал Мартынов.
Через год профиль музея был изменен с историко-краеведческого на военно-исторический. Первая экспозиция открылась 1 мая 1948 года. В 1950 году перед входом в дом установлен бронзовый бюст Суворова работы П. Кюферле. В 1978 году музей был закрыт на реставрацию, в ходе которой здание было полностью перестроено и была восстановлена прежняя планировка. Изменения претерпела и экспозиция музея — теперь вся она была посвящена Суворову.

## Архитектура
Одноэтажное деревянное здание, прямоугольное в плане, фасады симметричные. Крыша высокая вальмовая, крытая гонтом. Здание со средней продольно-несущей кирпичной стеной и анфиладной планировкой, наружные стены оштукатурены. Центральные части главного и дворового фасадов выделены крыльцами с 2 парами колонок. Проёмы окон прямоугольные.

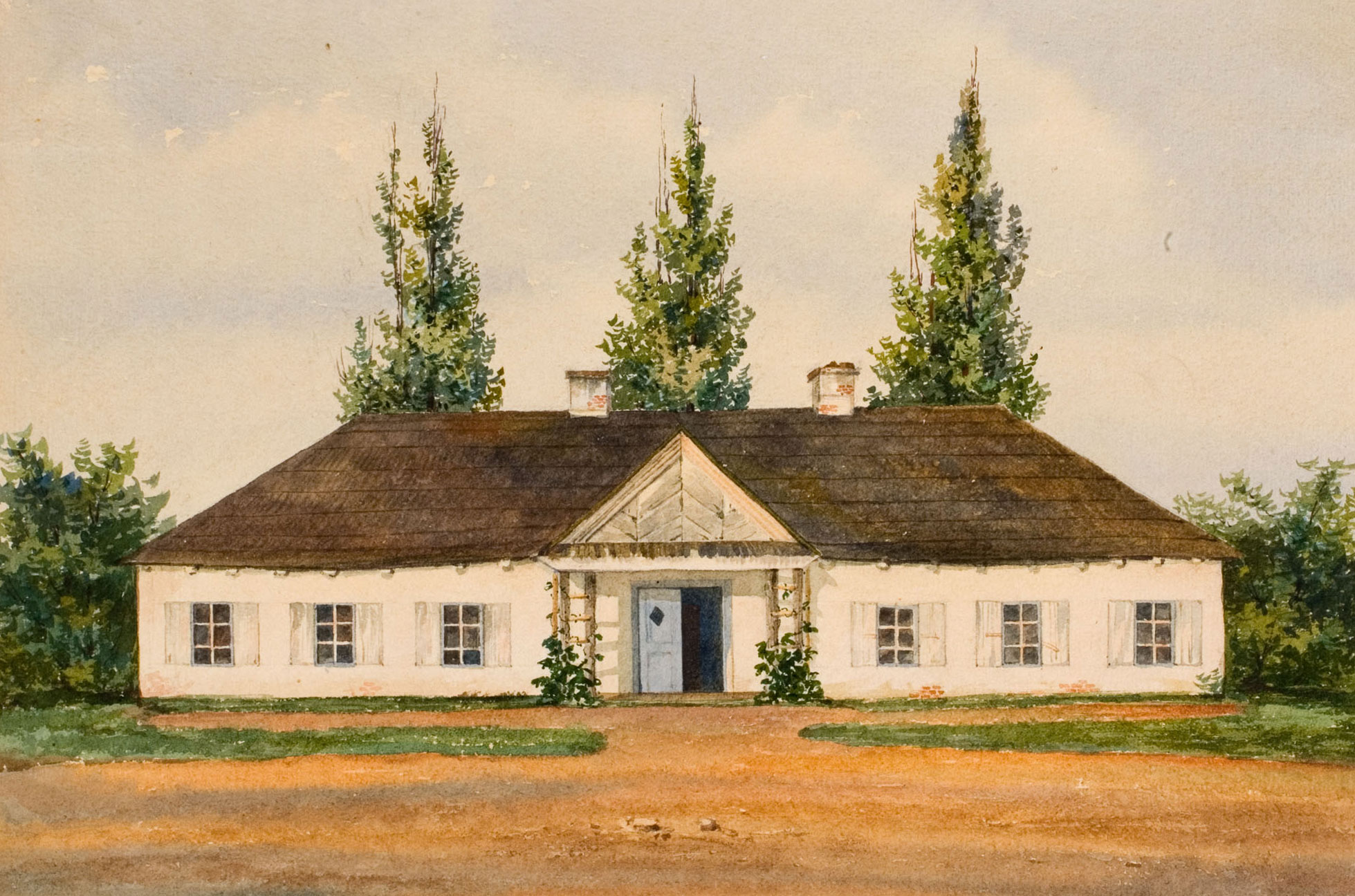
Дом, в котором останавливался император Александр I в 1815 году, рисунок
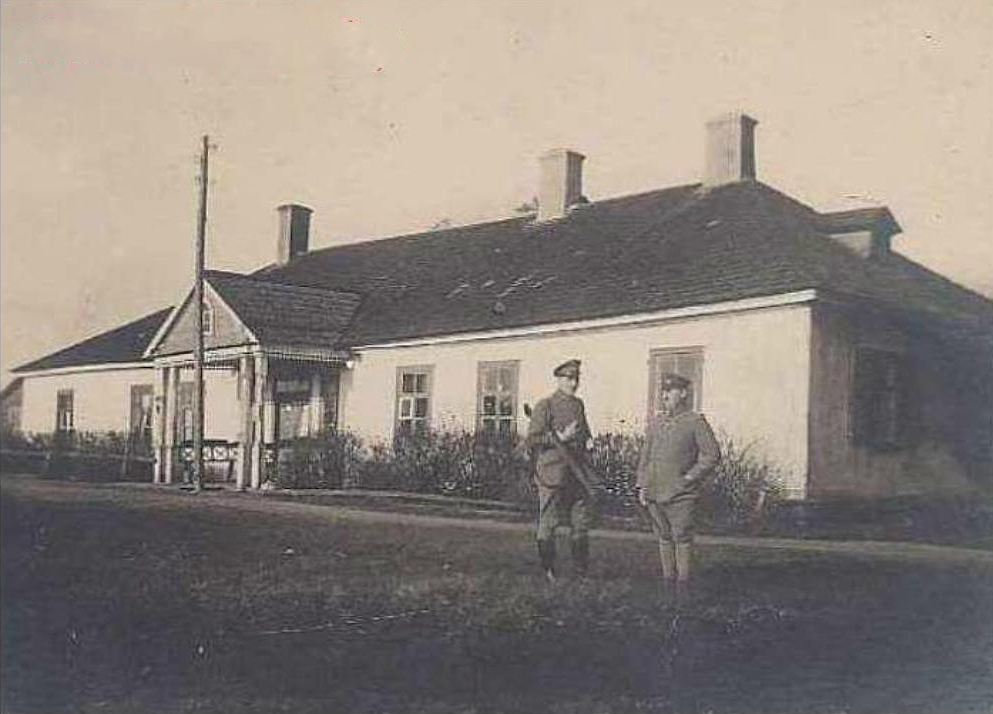
Бывший усадебный дом, фото между 1915 и 1918 годами
«Двор Траугутта», фото ок. 1935 года
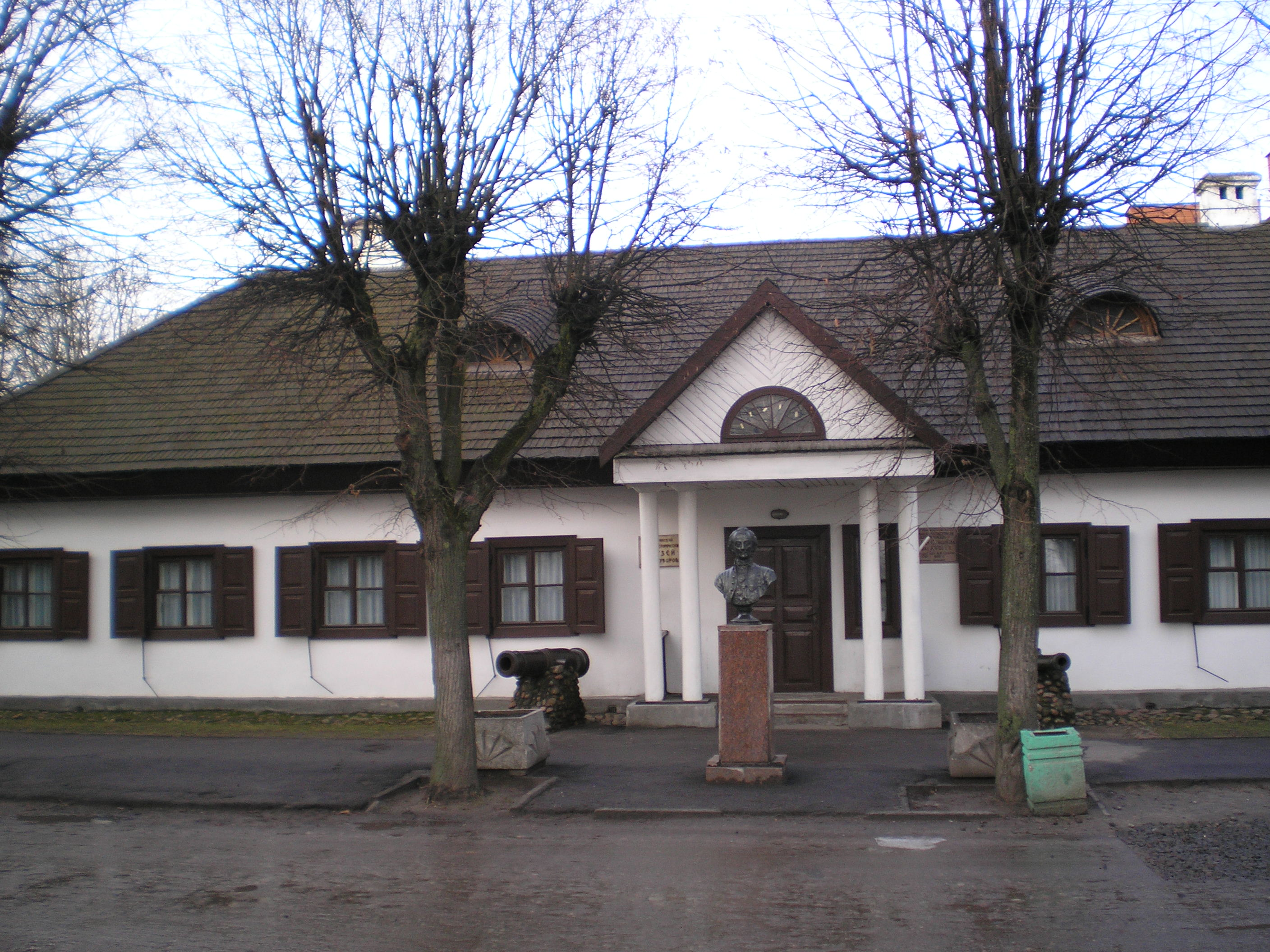
Дом-музей Суворова, фото 2007 года